# Kurt Welsch
Kurt Welsch (* 21. Juni 1917 in Neunkirchen; † 14. Oktober 1981) war ein deutscher Fußballspieler.

## Karriere

### Vereine
Welsch gehörte von 1935 bis 1938 Borussia Neunkirchen an und kam als Abwehrspieler – gemeinsam mit seinen Brüdern – in der Gauliga Südwest zum Einsatz.
Die Saison 1938/39 spielte er für den zum Militärverein gewordenen Standort MSV Hindenburg Allenstein in der Gauliga Ostpreußen, der diese am Ende als Meister abschloss. Damit war er mit seinem Verein als Teilnehmer an der Endrunde um die Deutsche Fußballmeisterschaft 1939 qualifiziert. In der Gruppe 1 bestritt er fünf von sechs Gruppenspielen und schied mit seiner Mannschaft als Drittplatzierter hinter dem Hamburger SV und den VfL Osnabrück aus der Endrunde aus.
Während des Zweiten Weltkriegs spielte er – stationierungsbedingt – als Kriegsgastspieler für die SG Düren 99.
Nach dem Ende des Zweiten Weltkriegs kehrte er in seine saarländische Heimat zurück und absolvierte fünf Spielzeiten – diesmal als Mittelfeldspieler – für seinen ehemaligen Verein, der sich vorübergehend VfB Neunkirchen nennen musste. In einer von fünf neugeschaffenen höchsten deutschen Spielklassen, der Oberliga Südwest, bestritt er seine Punktspiele.
Die Folgesaison bestritt er fortan in der Ehrenliga Saarland, die er mit seiner Mannschaft als Meister, die Saison 1949/50 als Zweiter und die Saison 1950/51 als Neuntplatzierter abschloss. Aus dem eigenständigen Saarländischen Spielbetrieb in die Oberliga Südwest zurückgekehrt, belegte er mit seiner Mannschaft den siebten Tabellenplatz.

### Nationalmannschaft
Das Debüt im Nationaltrikot gab er in der A-Nationalmannschaft, die am 25. Juni 1937 in Riga mit 3:1 gegen die Nationalmannschaft Lettlands gewann.